# Alain Christnacht
Alain Christnacht, né le 30 décembre 1946 à Bois-Colombes (Hauts-de-Seine), est un haut fonctionnaire français passé par la DGSE. Il est un des artisans, dans l'ombre, des accords de Matignon puis devient Haut-commissaire de la République en Nouvelle-Calédonie jusqu'en 1994. Il effectue ensuite un passage en préfectorale et en cabinet ministériel, puis est nommé  président de la neuvième sous-section de la Section du Contentieux du Conseil d'État et membre de l'Observatoire de la laïcité. En juin 2015, il devient le directeur de cabinet de Christiane Taubira au ministère de la justice. En avril 2016, il est nommé président de la Commission nationale d’expertise sur la pédophilie de l’Église catholique de France.

## Biographie
Né à Bois-Colombes, fils d'un chauffeur de taxi, Alain Christnacht sort diplômé en 1967 de l'Institut d'études politiques (IEP) de Paris (« Sciences Po »), puis obtient une maîtrise de sciences économiques de la faculté de droit et de sciences économiques d'Assas. Il entre ensuite à l'École nationale d'administration (ENA), membre de la promotion « François Rabelais » (1971-1973). Il a également suivi la formation de l'Institut des hautes études de défense nationale (IHEDN).  

### Ascension dans l'administration
Il commence sa carrière comme directeur de cabinet : d'août 1973 à mai 1976 auprès de René Jannin, successivement préfet des Côtes-du-Nord (jusqu'en juillet 1974) puis de l'Isère (à partir de juillet 1974), puis, de mai 1976 à août 1978, aux côtés de celui des Hauts-de-Seine, Claude Charbonniaud. Après deux ans passé comme administrateur civil à la direction générale du Trésor du ministère de l'Économie, des Finances et de l'Industrie, il connaît sa première expérience en Nouvelle-Calédonie en tant que secrétaire général de ce Territoire d'outre-mer (TOM) de juillet 1980 à septembre 1982, où il seconde à nouveau Claude Charbonniaud, alors Haut-commissaire (jusqu'en décembre 1981), puis son remplaçant Christian Nucci. 
De retour à Paris, il est chargé de la sous-direction des Affaires politiques du ministère de l'Outre-Mer de décembre 1982 à août 1983, il est par la suite chef du service des Finances de la Direction générale de la Sécurité extérieure (DGSE), les services de renseignements français, au ministère de la Défense de septembre 1983 à décembre 1986. Il retrouve ensuite l'administration préfectorale, et est ainsi secrétaire général pour les affaires régionales de la préfecture de la région Midi-Pyrénées à Toulouse de 1986 à 1988, aux côtés du commissaire de la République (titre des préfets de 1982 à 1988) Christian Dablanc. 

### Accords de Matignon-Oudinot et de Nouméa
De juin 1988 à janvier 1991, Alain Christnacht est le directeur de cabinet de Louis Le Pensec, ministre des Départements et Territoires d'Outre-mer dans le second gouvernement de Michel Rocard. À ce titre, il joue un rôle actif dans la préparation de l'accord d'Oudinot signé au ministère par partisans et opposants à l'indépendance de la Nouvelle-Calédonie le 20 août 1988 pour préciser les aspects institutionnels du nouveau statut prévu par celui de Matignon passé le 26 juin précédent entre le Rassemblement pour la Calédonie dans la République (RPCR) du député Jacques Lafleur et le Front de libération nationale kanak et socialiste (FLNKS) de Jean-Marie Tjibaou. L'un des partenaires historiques de ces accords, Jacques Lafleur, le décrit comme l'un des principaux artisans, avec un autre haut fonctionnaire, Pierre Steinmetz, de l'engagement du dialogue et de sa « poignée de main » avec Tjibaou, acte qui mit fin à quatre années d'affrontements violents et déboucha sur les compromis de Matignon-Oudinot. Il est ensuite Haut-commissaire de la République (le « Haussaire » selon l'expression locale) en Nouvelle-Calédonie, délégué du gouvernement pour ce territoire et Wallis-et-Futuna, avec rang de préfet, du 15 janvier 1991 au 29 juillet 1994, et chargé de veiller tout particulièrement à l'application de ces accords.
Après avoir été préfet des Côtes-d'Armor du 12 août 1994 au 9 juin 1997, il est à cette date nommé par Lionel Jospin, nouveau Premier ministre, dans son cabinet en tant que conseiller pour les affaires intérieures et l'outre-mer,. À ce poste, il coordonne les nouvelles négociations menées entre le RPCR du député et président de la Province Sud Jacques Lafleur et le FLNKS du grand-chef de Saint-Louis Rock Wamytan, aboutissant à la signature le 5 mai 1998 de l'accord de Nouméa qui repousse la consultation d'autodétermination à 16 ou 20 ans (trois votes possibles entre 2014 et 2018) et donne entretemps à la Nouvelle-Calédonie un nouveau statut transitoire de très large autonomie et de souveraineté partagée dans certains domaines, prévoyant à terme le transfert de toutes compétences en dehors de celles dites régaliennes ainsi que la constitution d'une citoyenneté néo-calédonienne basée sur les principes de « double légitimité » et de « destin commun » à partager entre les communautés.
Il se retrouve également en première ligne, et chargé de préparer une solution consensuelle pour une autre collectivité de la République, la Corse. Celle-ci connaît alors son lot de troubles (assassinat du préfet Claude Érignac le 6 février 1998, affaire de l'incendie des paillotes à Ajaccio le 19 avril 1999 et l'arrestation du nouveau préfet Bernard Bonnet). Alain Christnacht a ainsi engagé le « processus de Matignon » qui va s'interrompre avec le changement de majorité en 2002 et la victoire du « non » au référendum local de 2003. Il a décrit les coulisses de ces deux négociations, pour la Nouvelle-Calédonie et pour la Corse, dans les livres L’Œil de Matignon : les affaires corses de Lionel Jospin, paru aux éditions du Seuil en 2003, et La Nouvelle-Calédonie (en expliquant l'aspect original du processus de l'accord de Nouméa en le replaçant dans le contexte particulier de cet archipel du Pacifique), édité par La Documentation française en 2004.

### Conseiller d'État et collaborateur de Bertrand Delanoë
Après le retour de la droite au pouvoir et le retrait de Lionel Jospin de la politique en 2002, Alain Christnacht est nommé conseiller d'État par décret du 27 avril 2002. À ce titre, il a été assesseur à la 8e sous-section du contentieux, juge des référés et rapporteur à la section des finances. Il devient dans le même temps conseiller (à temps partiel) chargé des relations avec les Églises du maire de Paris Bertrand Delanoë - fonctions qu'il abandonne en 2011. Il est membre depuis sa création en 2008 du laboratoire d'idées de gauche progressiste Terra Nova, coprésidé par Michel Rocard, Bertrand Delanoë et Daniel Cohn-Bendit. Le 1er septembre 2013, il est nommé président de la 8e sous-section du contentieux. Du 1er avril 2014 au 22 juin 2015, il est le président de la 9e sous-section du contentieux, fonctions qu'il quitte, ainsi que le Conseil d'Etat, pour devenir directeur de cabinet du garde des sceaux, Christiane Taubira.

### Fédération française de football
À l'été 2011, peu après l'arrivée à la tête de la Fédération française de football de Noël Le Graët, Alain Christnacht est recruté en tant que Directeur général de la Fédération pour « ses compétences en droit et en fiscalité ». Il prend ses fonctions le 1er septembre 2011 mais les quitte après l'Euro 2012 pour retourner au Conseil d'État. Un communiqué de la Fédération indique que cette décision intervient « à la demande du Conseil d'État, qui connaît des problèmes d'effectifs à la suite des départs en cabinets ministériels consécutifs à l'élection présidentielle ».

### Autres
Il succède à ce poste le 1er août 2012 à M. Christian Vigouroux, qui présidait ce groupe de travail depuis sa création en 2006.
Le 2 avril 2012, Alain Christnacht est élu président du conseil d'administration de l'Institut d'études politiques de Grenoble, fonction à laquelle il était le seul candidat.
Le 5 avril 2013, Alain Christnacht, catholique pratiquant et membre du conseil d'administration des Scouts et Guides de France a été nommé membre de l'Observatoire de la laïcité par le Premier ministre Jean-Marc Ayrault. Cette instance est présidée par Jean-Louis Bianco.
Depuis avril 2015, Alain Christnacht est élu président du groupe d'associations UCPA, entreprise solidaire d'utilité sociale organisant des séjours sportifs pour les jeunes ainsi que la conception-exploitation d'équipements sportifs pour les collectivités locales.
En avril 2016, à la suite de multiples scandales de pédophilie visant l’église catholique de France, il est nommé président de la Commission nationale d’expertise sur la pédophilie annoncée quelques jours plus tôt. 
Alain Christnacht est nommé président du comité d'indemnisation des victimes des essais nucléaires le 3 février 2017
Le 7 février 2020, Alain Christnacht a été désigné président du Samu social de Paris

### Mission en Nouvelle-Calédonie
Le 17 juillet 2014, dans un entretien accordé au quotidien Les Nouvelles calédoniennes, le Premier ministre Manuel Valls annonce avoir confié à Alain Christnacht et à un autre conseiller d'État membre du PS et spécialiste des questions ultramarines, Jean-François Merle, « une mission d’écoute, d’analyse et de conseil ». Elle doit incarner le « rôle de partenaire » joué par l'État dans le cadre des discussions sur l'avenir institutionnel de la Nouvelle-Calédonie, alors que vient de s'ouvrir la dernière mandature prévue par le statut de l'accord de Nouméa, durant laquelle doivent s'organiser les consultations d'autodétermination. Cette mission est rejointe en décembre 2014 par deux autres hauts-fonctionnaires, pour leur part plutôt proches de l'UMP, à savoir l'ancien haut-commissaire et directeur de cabinet de Christian Estrosi, Yves Dassonville, et l'ancien conseiller Outre-mer de Nicolas Sarkozy, Benoît Lombrière.

### Directeur de cabinet de Christiane Taubira au ministère de la Justice
Un décret paru le 21 juin 2015 lui assigne une nouvelle fonction, directeur de cabinet de Christiane Taubira, au Ministère de la Justice. Il devient ainsi le quatrième directeur de cabinet de Christiane Taubira en trois ans, après Christian Vigouroux, Christine Maugüé et Gilles Le Chatelier, dans un ministère sensible, avec en horizon les tensions politiques à venir avec la préparation des élections présidentielles de 2017. Il cesse toutefois d'exercer ces fonctions le 5 février 2016, quelques jours après le remplacement de Christiane Taubira par Jean-Jacques Urvoas,.

## Récompenses et distinctions
- Officier de la Légion d'honneur, le 14 avril 2017 [25]
  -  Chevalier de la Légion d'honneur, du 14 octobre 1993
- Commandeur de l'ordre de Saint-Grégoire-le-Grand (2011)